# Hilding Anders
Hilding Anders International AB er en international svensk producent af madrasser og senge med hovedkvarter i Malmø. Virksomheden er et datterselskab til et luxembourgsk holdingselskab. Det internationale selskab blev etableret i 2003 og varetager alle mærker i koncernen. Mærkerne inkluderer: Carpe Diem Beds, Jensen, Bico, Slumberland, Dunlopillo, med flere.
De har over 5.000 ansatte i flere europæiske lande samt USA og Kina. 
I Danmark er virksomheden tilstede igennem datterselskabet Hilding Anders Danmark A/S, som har en senge- og madrasfabrik i Hurup i Thy med ca. 100 ansatte.